# Leó Frankel

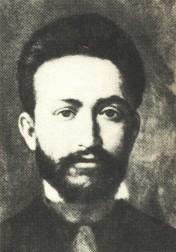
Leó Frankel

Leó Frankel (Léo Frankel) (* 24. Februar 1844 in Altofen-Neustift, Óbuda, Kaisertum Österreich; † 29. März 1896 in Paris) war ein sozialdemokratischer Journalist, Mitglied der Pariser Kommune 1871 und korrespondierender Sekretär für Österreich-Ungarn der Internationalen Arbeiterassoziation.

## Leben
Frankel war der Sohn des jüdischen Arztes Albert Frankel und wurde 1844 in Altofen-Neustift (heute Teil von Budapest) geboren. Zur Ausbildung zum Goldschmied ging er zunächst nach Deutschland. In Lyon gründete er 1867 eine Sektion der Ersten Internationale. Seit 1867 war er Korrespondent der Zeitung Der Social-Demokrat. Dort erklärte er Moses Heß 1869 für einen ehrlosen Lohnschreiber.  Danach ging er nach Paris. In Frankreich wurde er wegen seiner politischen Aktivitäten („Teilnahme an einer geheimen Gesellschaft“) verhaftet und am 9. Juli 1870 zu zwei Monaten Gefängnis und 25 Franc Geldstrafe verurteilt. Er wurde im Zuge des politischen Umbruchs am 4. September 1870 aus dem Gefängnis in Beauvais befreit. Während der Pariser Kommune im Jahr 1871 war er für Arbeit, Industrie und Handel sowie Finanzen zuständig, damit war er faktisch der erste „Arbeitsminister“ (Victor Adler) des ersten Arbeiterstaates. Unter anderem ließ er in allen Bezirken der Stadt Arbeitsämter einrichten. Frankel wurde bei der Verteidigung der Stadt am 25. Mai 1871 verwundet, konnte aber mit Elisabeth Dmitrieff, die mit ihm zusammengearbeitet hatte, in die Schweiz entkommen.
1871 ging er nach London und beteiligte sich führend an der Arbeit der Ersten Internationale. Am 22. August 1871 wurde er in den Generalrat der Internationale gewählt. Frankel arbeitete eng mit Karl Marx und Friedrich Engels zusammen. Am 26. September 1871 wurde Frankel zum korrespondierender Sekretär der Generalrats der I. Internationale für Österreich und Ungarn gewählt.
Außerdem schrieb er für die in Genf erscheinende Zeitung „Der Vorbote. Organ der Internationalen Arbeiterassociation“ von Johann Philipp Becker.
Für seine Tätigkeit während der Zeit der Kommune wurde Frankel in Frankreich am 19. September 1872 in Abwesenheit zum Tode verurteilt. Frankel war regelmäßiger Gast bei der Familie Marx. Jenny Marx nannte ihn 1873 den „treuen Eckhart“ nach der Titelfigur aus Goethes Gedicht „Der getreue Eckart“. Die englische Regierung verweigerte seine Auslieferung. Er war in sozialistischen Kreisen so berühmt, dass es eine Reihe von Personen gab, die sich für Frankel ausgaben, um so eine Unterstützung zu erhalten, so sei Wilhelm Blos mehrfach auf Betrüger reingefallen.
Auf dem Kongress der Internationale in Den Haag (22. bis 29. September 1872), stimmte er für den Ausschluss von Bakunin und James Guillaume, und gegen den Ausschluss von Adhémar Schwitzguébel aus der Internationale.
Im Jahr 1876 kehrte Frankel nach Ungarn zurück. Er gründete dort die zweisprachige Arbeiter-Wochen-Chronik und war 1880 maßgeblich an der Gründung der „Allgemeinen Arbeiterpartei Ungarns“ beteiligt. Der Staat reagierte mit Repressionen und 1882 wurde er zu zwei Jahren Gefängnis verurteilt. 1882 heiratete Frankel Adèle Perreard. Nach seiner Freilassung ging er 1884 erneut ins Exil nach Wien. Frankel arbeitete für verschiedene Zeitungen unter anderem für die Zeitung Népszava in Budapest, Die Gleichheit, Stuttgart, "Volksstimme" und Arbeiter-Zeitung Wien. 1889 nahm er am Gründungskongress der Zweiten Internationale in Paris teil, ebenso am Brüsseler Kongress 1891 und am Züricher Kongress 1893.
Er starb an einer Lungenentzündung im Krankenhaus Hôpital Lariboisière in Paris und wurde auf dem Friedhof Père-Lachaise beigesetzt. „Auf seinen Wunsch hüllte man seinen Leichnam ‚in eine rote Fahne …, in die Fahne des internationalen Proletariats.‘“  Fünftausend Arbeiter begleiteten Fränkel auf seinem letzten Weg.
1968 wurde er auf den Friedhof Kerepesi temető in Budapest umgebettet.

## Eintragung in dasConfession bookvon Jenny Marx (Tochter)
Im September 1872 füllte Léo Frankel den Fragebogen in Den Haag für Jenny Marx aus. Die Fragen sind in der Handschrift von Eleanor Marx in französischer Sprache abgefasst.  Frankel beantwortete die Fragen in französischer Sprache:
| Frage | Antwort                                                                       |
| --- | ----------------------------------------------------------------------------- |
| Ihre Lieblingstugend (Votre vertu favorite)                                                              | Modestie (malgré Goethe qui dit: Nur Lumpen sind bescheiden)                  |
| – beim Mann (– bdans l'homme)                                                                            | Franchise                                                                     |
| – – bei der Frau (–dans la femme)                                                                        | Se faisant [faire] obéir, en se faisant aimer                                 |
| – Haupteigenschaft (– Idée Votre caracteristique)                                                        | Susceptible                                                                   |
| Auffassung vom Glück (Idée du bonheur)                                                                   | Liebend geliebt zu werden                                                     |
| – – Unglück (– – malheur)                                                                                | d' être expulsé de l'Internationale                                           |
| Das Laster, das Sie entschuldigen (Le vice que vous excusez)                                             | Tous ceux qui résultent de notre sociéte                                      |
| – – verabscheuen (– – détestez)                                                                          | platitude, hypocrisie                                                         |
| Ihre Abneigung (Votre aversion)                                                                          | Les gens qui trouvent toutes les institutions bonnes, parce qu'elles existent |
| Die historische Person, die Sie am meisten mögen (Les caractęres de l'histoire que vous admirez le plus) | Thomas Münzer, Babœf                                                          |
| – – wenigsten mögen (detestez)                                                                           | Les Révolutionaires du lendemain                                              |
| Lieblingsbeschäftigung (Occupation favorite)                                                             | observer                                                                      |
| – Held (– Héro)                                                                                          | Celui que les historiens noment: Le Peuple                                    |
| – Heldin (– Héroine)                                                                                     | Luise Michel                                                                  |
| – Dichter (– Poéte)                                                                                      | Aesope, Heine, & auteur des chatiments                                        |
| – Prosa (– Prosateurs)                                                                                   | Thomas Buckle                                                                 |
| – Farbe (–Coeur des yeux et des cheveux)                                                                 | noir                                                                          |
| – Lieblingsblume (– Fleur favorite)                                                                      | Violette                                                                      |
| – Lieblingsnamen (– Noms favoris)                                                                        | Elise, Marguerite & ???? Tussy                                                |
| – Speise (– Plat)                                                                                        | Pouding                                                                       |
| – Motto (– Devise)                                                                                       | S'il faut mourir, tâchons au moins [de] mourir pour une bonne cause.          |
| | Léo Frankel                                                                   |
| Septembre 1872                                                                                           |                                                                               |

## Ehrungen
- Am 20. Mai 1951 wurde anlässlich des 80. Jahrestages der Pariser Kommune in Ungarn eine Briefmarke mit seinem Porträt herausgegeben. (60 ungarische Forint)
- In Budapest ist eine Straße nach ihm benannt. (Frankel Leó utca)
- Das Leo Frankel Deutschsprachige Gymnasium in Múltunk ist nach ihm benannt (1959).
- In Paris ist die Rue Léo-Frankel im 13. Arrondissement nach ihm benannt.

## Werke (Auswahl)
- Die Proklamation der sozialrepublikanischen Kommune in Paris. In: Der Volksstaat. Leipzig Nr. 31 vom 15. April 1871.[18]
- Die Arbeiter und die Zollfrage. Mit besonderem Bezug auf Ungarn. Vorwärts, Leipzig 1876 Nr. 1 vom 1. Oktober, Nr. 2 vom 4. Oktober, Nr. 3. vom 6. Oktober und Nr. 4 vom 8. Oktober.[19]
- anonym: Weder - Noch! In: Vorwärts, Leipzig 1877 Nr. 104 vom 5. September.
- Karl Marx. Arbeiter-Wochen-Chronik, Budapest 1883. Nr. 12 vom 25. März 1883.[20]
- Karl Marx als Denker und Agitator. o. O. und o. J.[21]
- Die französischen Arbeitsbörsen. In: Socialpolitisches Centralblatt. Hrsg. von Heinrich Braun. Erster Band. (Januar – Oktober 1892). J. Guttenberg, Berlin 1892, No. 8. S. 108–109. Digitalisat
- Die französischen Arbeiter-Gewerkschaften. In: Socialpolitisches Centralblatt. Hrsg. von Heinrich Braun. Erster Band. (Januar – Oktober 1892). J. Guttenberg, Berlin 1892, No. 12. S. 156–157.Digitalisat
- Der französische Senat und die Beschränkung der Arbeitszeit. In: Socialpolitisches Centralblatt. Hrsg. von Heinrich Braun. Erster Band. (Januar – Oktober 1892). J. Guttenberg, Berlin 1892, No. 17. S. 215–217. Digitalisat
- Ein Schutzgesetz für die Gewerkschaften in Frankreich. In: Socialpolitisches Centralblatt. Hrsg. von Heinrich Braun. Erster Band. (Januar – Oktober 1892). J. Guttenberg, Berlin 1892, No. 24. S. 295–297. Digitalisat
- Der Streik von Carmaux. In: Socialpolitisches Centralblatt. Hrsg. von Heinrich Braun. Erster Band. (Januar – Oktober 1892). J. Guttenberg, Berlin 1892, No. 39. S. 484–485.Digitalisat
- Einigungs- und Schiedsämter in Frankreich. In: Socialpolitisches Centralblatt. Hrsg. von Heinrich Braun. Zweiter Band. (Oktober 1892 bis September 1893). Carl Heymanns Verlag, Berlin 1893, No. 9. S. 108–109. Digitalisat
- Der Gesetzentwurf zu Gunsten des Koalitionsrechtes vor dem französischen Senate. In: Socialpolitisches Centralblatt. Hrsg. von Heinrich Braun. Zweiter Band. (Oktober 1892 bis September 1893). Carl Heymanns Verlag, Berlin 1893, No. 25. S. 293–294. Digitalisat
- Unfallversicherung in Frankreich. In: Socialpolitisches Centralblatt. Hrsg. von Heinrich Braun. Zweiter Band. (Oktober 1892 bis September 1893). Carl Heymanns Verlag, Berlin 1893, No. 43. S. 516–517. Digitalisat
- Die sozialpolitische Seite der französischen Kammerwahlen. In: Socialpolitisches Centralblatt. Hrsg. von Heinrich Braun. Zweiter Band. (Oktober 1892 bis September 1893). Carl Heymanns Verlag, Berlin 1893, No. 51. S. 607–608. Digitalisat

### Mitunterzeichnete Dokumente
- 27. April 1871 République Française No. 212. Commune de Paris. Ministère des trauvaux Publics.[22]
- 17. Oktober 1871 Beschlüsse der Delegiertenkonferenz der Internationalen  Arbeiterassoziation, abhalten zu London vom 17. bis 23. September 1871.[23]
- 24. Oktober 1871 Allgemeine Statuten und Verwaltungs-Verordnungen der Internationalen Arbeiterassoziation.[24]
- 5. März 1872 Die angeblichen Spaltungen in der Internationale. Vertrauliches Zirkular des Generalrats der Internationalen Arbeiterassoziation.[25]
- 2. April 1872 Polizeiterror in Irland. Erklärung des Generalrats der Internationalen Arbeiterassoziation.[26]
- 17. April 1872 Erklärung des Generalrats der Internationalen Arbeiterassoziation zum Auftreten Cochranes im Unterhaus.[27]
- 20. Mai 1872 Erklärung des Generalrats der Internationalen Arbeiterassoziation.[28]
- 8. August 1872 An die spanischen Sektionen der Internationalen Arbeiterassoziationen.[29]
- 21. Juli 1873 Ein Komplott gegen die Internationale Arbeiterassoziation. Im Auftrage des Haager Kongresses verfaßter Bericht über das Treibeen Bakunins und der Allianz der sozialistischen Demokratie.[30]

### Briefe von und an Leo Frankel
- Leo Frankel an Karl Marx 30. März 1871. (Deutsche Übersetzung).[31]
- Johann Georg Eccarius an Leo Frankel 4. April 1871.[32]
- Marx an Leo Frankel um den 20. April 1871 (Entwurf). (Französischer Text)[33]
  - Marx an Leo Frankel um den 20. April 1871 (Entwurf), (Übersetzung ins Deutsche)[34]
- Leo Frankel an Karl Marx. Nach dem 26. April 1871. (Deutsche Übersetzung).[35]
- Karl Marx an Leo Frankel und Louis-Eugène Varlin 13. Mai 1871. (Übersetzung ins Deutsche)[36]
- Leo Frankel an Karl Marx 28. März 1876.
- Leo Frankel an Karl Marx 22. Mai 1876.
- Leo Frankel an Karl Marx 9. Oktober 1876.[37]
- Karl Marx an Leo Frankel 13. Oktober 1876. (Übersetzung in Deutsche)[38]
- Leo Frankel an Karl Marx 18. Dezember 1881.[39]
- Leo Frankel an Friedrich Engels 14. Juli 1883.[40]
- Emma Adler, Victor Adler, Hermann Bahr, Adolf Braun, Lily Braun … Leo Frankel, Karl Kautsky, Engelbert Pernerstorfer u. a. an Friedrich Engels (7. Januar 1889 Poststempel).[41]
- Leo Frankel an Friedrich Engels 28. November 1890 (Telegramm).[42]
- Leo Frankel an Friedrich Engels 23. Dezember 1890.
- Friedrich Engels an Leo Frankel 25. Dezember 1890.[43]
- Leo Frankel an Friedrich Engels 27. Dezember 1890.
- Leo Frankel an Friedrich Engels 16. April 1891.
- Friedrich Engels an Leo Frankel 24. April 1891. (Übersetzung ins Deutsche)[44]
- Leo Frankel an G. W. Plechanow 7. September 1893.[45]
- Leo Frankel an Wilhelm Liebknecht. 27. März 1896.[46]